# Jean Servais Stas

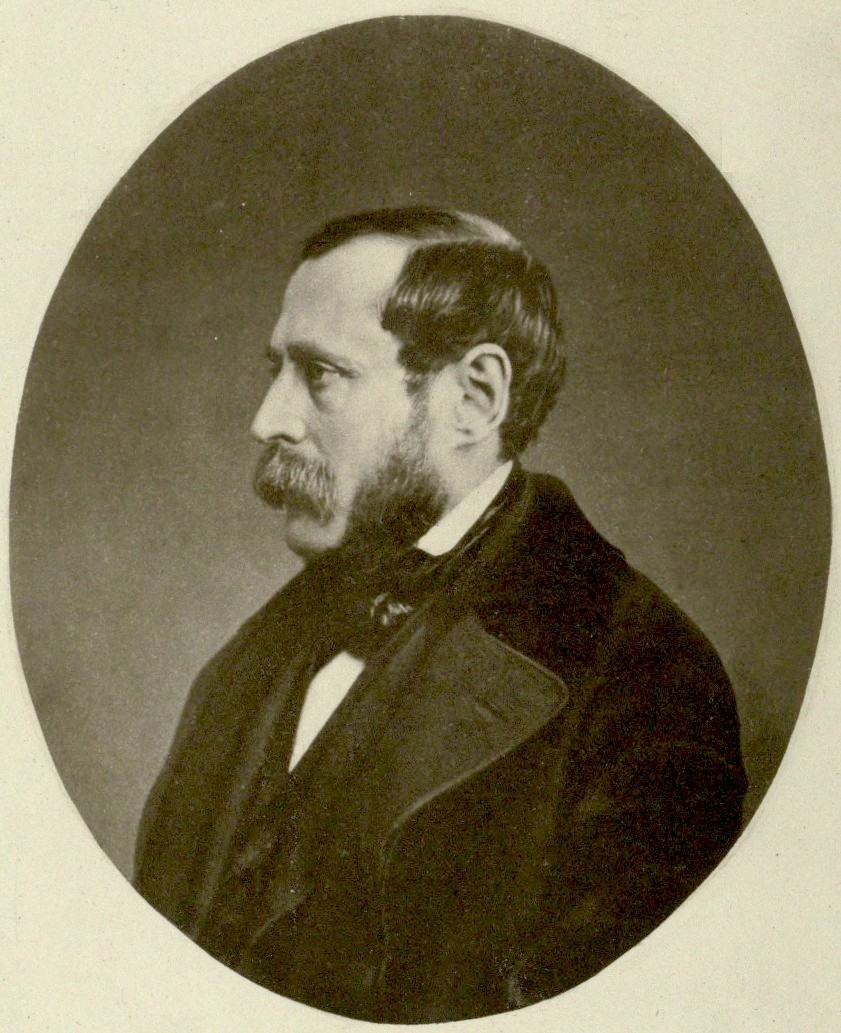
Jean Servais Stas

Jean Servais Stas (Lovaina, 21 d'agost de 1813 − Sint-Gillis-Obbrussel (Brussel·les), 13 de desembre de 1891), fou un químic analític belga.

## Biografia
Stas estudià inicialment medicina, però després s'encaminà cap a la química i estudià a l'École polytechnique de París sota la direcció de Jean-Baptiste Dumas. El 1840, Stas, fou nomenat professor de la Reial Acadèmia Militar de Bèlgica a Brussel·les.
Stas es retirà el 1869 a causa de problemes de salud. Es convertí en comissionat de la Casa de la Moneda, però renuncià el 1872 perquè no estava d'acord amb la política monetària del govern.

## Obra
Stas i Dumas establiren la massa atòmica del carboni, C, a partir de la massa d'una mostra de carboni pur mitjançant la combustió amb oxigen pur i, després, mesurant la massa del diòxid de carboni, CO₂ produït.
Stas adquirí fama internacional per la determinació de masses atòmiques dels elements químics amb una precisió que mai s'havia fet abans, destacant la determinació de la massa atòmica de l'oxigen. Els seus resultats refutaren la hipòtesi de Prout, del físic anglès William Prout, que deia que totes les masses atòmiques dels elements químics eren múltiples sencers de la de l'hidrogen. Aquestes mesures precises de masses atòmiques permeteren a Dmitri Mendeléiev establir les bases per a la taula periòdica.

### Obres
- Stas, Jean Servais. L. W. Spring. Œuvres Complètes. 1, 1894.
- Stas, Jean Servais. J. B. Depaire. Œuvres Complètes. 2, 1894.